# Cratere Hamon
Hamon è un cratere sulla superficie di Giapeto.